# Avtonomna pokrajina Tibet
Avtonomna pokrajina Tibet (ART) ali Avtonomna pokrajina Šidzang, pogosto skrajšano na Tibet ali Šidzang, (kitajsko: 西藏; pinjin: Xīzàng, izgovorjava v mandarinščini: [ɕí.tsâŋ]; dob.: 'Zahodni Tsang'; tibetansko བོད་, Wylie: Bod, ZYPY: Poi, tibetanska izgovorjava: [pʰø̀ʔ]) je avtonomna pokrajina na provinčni ravni v jugozahodni Ljudski republiki Kitajski. Prekrivata jo tradicionalni tibetanski regiji Ü-Tsang in Kam.
Formalno je bila ustanovljena leta 1965, da bi nadomestila tibetansko območje, nekdanjo upravno enoto Ljudske republike Kitajske (LRK), ustanovljene po priključitvi Tibeta. Ustanovljena je bila približno pet let po tibetanski vstaji leta 1959 in razrešitvi kašagov ter približno 13 let po prvotni priključitvi.
Trenutne meje avtonomne pokrajine Tibet so bile na splošno vzpostavljene v 18. stoletju in vključujejo približno polovico zgodovinskega Tibeta ali etno-kulturnega Tibeta. Avtonomna pokrajina Tibet se razteza na več kot 1.200.000 km2 in je po območju druga največja enota na provinčni ravni za Šindžjangom. Zaradi težkega in razgibanega terena je redko poseljena z nekaj več kot 3,5 milijona prebivalcev.

## Zgodovina
Kralji Yarlung so leta 618 ustanovili Tibetanski imperij. Do konca 8. stoletja je imperij dosegel svoj največji obseg. Po državljanski vojni je imperij leta 842 razpadel. Kraljeva linija se je razdrobila in vladala majhnim kraljestvom, kot so Guge, Marjul in Njingma. Mongolsko cesarstvo je leta 1244 osvojilo Tibet, a je regiji podelilo določeno stopnjo politične avtonomije. Kublajkan je kasneje vključil Tibetance v svoj imperij Juan (1271–1368). Sakja lama Drogön Čögjal Phagpa je postal verski učitelj Kublaja v 1250-ih letih in postal vodja administracije tibetanske regije okoli leta 1264.
Od leta 1354 do 1642 je osrednjemu Tibetu (Ü-Tsang) vladalo zaporedje dinastij iz Nêdonga, Šigatseja in Lase. Leta 1642 je dvor Ganden Phodrang 5. dalajlame ustanovil Güši Kan iz Khošut kanata, ki je bil ustoličen kot kralj (čogjal) Tibeta. Khošuti so vladali do leta 1717, ko jih je strmoglavil Džungarski kanat. Džungarske sile je nato izgnala mandžurska ekspedicija v Tibet leta 1720 med vojnami Dzungar–Čing. S tem se je začela Čingova vladavina nad Tibetom: Tibet je prišel pod neposredni nadzor osrednje kitajske vlade.
Kljub nekaterim politično obremenjenim zgodovinskim razpravam o natančni naravi kitajsko-tibetanskih odnosov se večina zgodovinarjev strinja, da je bil Tibet pod Ganden Phodrangom (1642 do ok. 1951) neodvisna država, čeprav je bila država večino svoje zgodovine pod različnimi tujimi suverenostmi – tudi v obdobju dinastije Ming (1368–1644).
Od leta 1912 do 1950 je država Tibet po padcu dinastije Čing postala de facto neodvisna, tako kot mnoge druge regije naslednice Republike Kitajske. Režimu republike Kitajske, ki se je ukvarjal z razdrtim vojskovodstvom (1916–1928), državljansko vojno (1927–1949) in japonsko invazijo (1937–1945), ni uspelo uveljaviti svoje oblasti v Tibetu. Druga manjša kraljestva etno-kulturnega Tibeta v vzhodnem Khamu in Amdu so bila pod de jure upravo kitajske dinastične vlade od sredine 18. stoletja; od leta 2022 različno tvorijo dele provinc Činghai, Gansu, Sečuan in Junan.
Leta 1950, po ustanovitvi Ljudske republike Kitajske leta 1949, je Ljudska osvobodilna vojska vstopila v Tibet in porazila tibetansko lokalno vojsko v bitki blizu mesta Čamdo. Leta 1951 so tibetanski predstavniki s centralno ljudsko vlado podpisali sporazum v 17 točkah, s katerim so potrdili suverenost Kitajske nad Tibetom in priključitev Tibeta k Ljudski republiki Kitajski. 14. dalajlama je ratificiral sporazum oktobra 1951. Po neuspelem nasilnem uporu je 14. dalajlama leta 1959 pobegnil v Indijo in se odpovedal sporazumu v 17 točkah. Z ustanovitvijo avtonomne pokrajine Tibet leta 1965 je Tibet postal enota provincialne delitve Kitajske.

## Geografija
Avtonomna pokrajina Tibet leži na Tibetanski planoti, najvišji regiji na Zemlji. V severnem Tibetu višine dosežejo povprečno več kot 4572 metrov. Mount Everest je na meji Tibeta z Nepalom.
Območja kitajske province Šindžiang, Činghai in Sečuan ležijo severno, severovzhodno in vzhodno od AP Tibeta. Na jugovzhodu je tudi kratka meja s provinco Junan. Države na jugu in jugozahodu so Mjanmar, Indija, Butan in Nepal. Kitajska zahteva, da Arunačal Pradeš upravlja Indija kot del avtonomne pokrajine Tibet. Prav tako zahteva nekatera območja ob dolini Čumbi, ki so priznana kot ozemlje Butana, in nekatera območja vzhodnega Ladaka, ki jih zahteva Indija. Indija in Kitajska sta se strinjali, da bosta spoštovali linijo dejanskega nadzora v dvostranskem sporazumu, podpisanem 7. septembra 1993.
Fizično lahko AP Tibet razdelimo na dva dela: območje jezer na zahodu in severozahodu ter območje reke, ki se razprostira na treh straneh prvega na vzhodu, jugu in zahodu. Obe regiji prejemata omejene količine padavin, saj ležita v padavinski senci Himalaje; vendar pa so imena regij uporabna pri kontrastu med njihovimi hidrološkimi strukturami in tudi pri kontrastu med njihovimi različnimi kulturnimi rabami: nomadsko v jezerski regiji in poljedelsko v rečni regiji. Na jugu AP Tibet omejuje Himalaja, na severu pa širok gorski sistem, ki se na nobeni točki ne zoži na eno samo območje; na splošno so trije ali štirje po njeni širini. Kot celota sistem tvori razvodje med rekami, ki tečejo v Indijski ocean - Ind, Brahmaputra in Salven ter njenimi pritoki - in potoki, ki se izlivajo v neizsušena slana jezera na severu.
Jezersko območje se razteza od jezera Pangong Tso v Ladaku, jezera Rakšastal, jezera Jamdrok in jezera Manasarovar blizu izvira reke Ind do izvirov Salven, Mekong in Jangce. Druga jezera so Dagze Tso, Nam tso in Pagsum Tso. Območje jezera je alpsko travišče, ki ga briše veter. Tibetanci to regijo imenujejo Čang Tang (Bjang sang) ali 'Severna planota'. Široko je 1100 km in pokriva približno enako območje kot Francija. Zaradi velike oddaljenosti od oceana je izjemno sušno in nima rečnega izliva. Gorovja so razprostrta, zaobljena, nepovezana in ločena z razmeroma ravnimi dolinami.
AP Tibet je posejan z velikimi in majhnimi jezeri, običajno slanimi ali alkalnimi, ki jih sekajo potoki. Zaradi prisotnosti neprekinjenega permafrosta nad Čang Tangom so tla močvirnata in pokrita s travnatimi grmi, kar spominja na sibirsko tundro. Med seboj se prepletajo slana in sladkovodna jezera. Jezera so na splošno brez iztoka ali pa imajo le majhen iztok. Usedline so sestavljene iz sode, pepelike, boraksa in kuhinjske soli. Jezersko območje je znano po velikem številu vročih vrelcev, ki so široko razširjeni med Himalajo in 34 °S, vendar jih je največ zahodno od Tengri Nora (severozahodno od Lase). V tem delu Tibeta je tako hud mraz, da so ti izviri včasih predstavljeni s stebri ledu, pri čemer skoraj vrela voda zmrzne med izlivom.
Za območje reke so značilne rodovitne gorske doline in vključuje reko Yarlung Tsangpo (zgornji tokovi Brahmaputre) in njene glavne pritoke, reko Njang, Salven, Jangce, Mekong in Rumeno reko. Veliki kanjon Yarlung Tsangpo, ki ga tvori podkvast ovinek reke, kjer ta teče okoli Namča Barva, je najgloblji in morda najdaljši kanjon na svetu. Med gorami je veliko ozkih dolin. Doline Lasa, Šigatse, Gjantse in Brahmaputra so brez permafrosta, prekrite z dobro zemljo in nasadi dreves, dobro namakane in bogato obdelane.
Dolino Južnega Tibeta tvori reka Yarlung Tsangpo v srednjem toku, kjer potuje od zahoda proti vzhodu. Dolina je dolga približno 1200 km in široka 300 km. Dolina se spusti od 4500 m nadmorske višine do 2800 m. Gore na obeh straneh doline so običajno visoke okoli 5000 m. Tukajšnja jezera vključujejo jezero Paiku in jezero Puma Jumco.

## Vlada
Avtonomna pokrajina Tibet je enota na ravni province Ljudske republike Kitajske. Kitajska zakonodaja nominalno zagotavlja določeno avtonomijo na področju izobraževanja in jezikovne politike. Tako kot druge pododdelke Kitajske rutinsko upravo izvaja ljudska vlada, ki jo vodi predsednik, ki je bil etnični Tibetanec, razen med vladavino med kulturno revolucijo. Tako kot v drugih kitajskih provincah predsednik opravlja delo pod vodstvom regionalnega sekretarja kitajske komunistične partije. Regionalni stalni komite komunistične partije je vrh politične moči v regiji. Trenutni predsednik je Jan Džinhai, trenutni sekretar stranke Vang Džundženg.

## Upravne delitve
Avtonomna pokrajina je razdeljena na sedem oddelkov na ravni prefektur: šest mest na ravni prefektur in eno prefekturo.
Te so nato razdeljene na skupaj 66 okrožij in 8 okrožij (Čenguan, Doilungdêqên, Dagzê, Samdžubzê, Karub, Baji, Nêdong in Seni).
| Upravna razdelitev avtonomne pokrajine Tibet                                                                                               | Upravna razdelitev avtonomne pokrajine Tibet | Upravna razdelitev avtonomne pokrajine Tibet | Upravna razdelitev avtonomne pokrajine Tibet | Upravna razdelitev avtonomne pokrajine Tibet | Upravna razdelitev avtonomne pokrajine Tibet | Upravna razdelitev avtonomne pokrajine Tibet | Upravna razdelitev avtonomne pokrajine Tibet | Upravna razdelitev avtonomne pokrajine Tibet |
| --- | -------------------------------------------- | -------------------------------------------- | -------------------------------------------- | -------------------------------------------- | -------------------------------------------- | -------------------------------------------- | -------------------------------------------- | -------------------------------------------- |
| Lasa Šigatse Čamdo Njingči Šanan Nagqu Ngari ☐ Območja spora z Indijo ali Butanom (glej kitajsko-indijski mejni spor in butanske enklave)) |                                              |                                              |                                              |                                              |                                              |                                              |                                              |                                              |
| Koda | Division                                     | Površina km2                                 | Št. prebivalcev 2020                         | Sedež                                        | Enote                                        | Enote                                        | Enote                                        |                                              |
| Koda | Division                                     | Površina km2                                 | Št. prebivalcev 2020                         | Sedež                                        | Okrožje                                      | Okraj                                        | mestni okraj                                 |                                              |
| 540000 | Avtonomna pokrajina Tibet                    | 1.228.400.00                                 | 3.648.100                                    | Lasa mesto                                   | 8                                            | 64                                           | 2                                            |                                              |
| 540100 | Lasa mesto                                   | 29.538,90                                    | 867.891                                      | Čenguan                                      | 3                                            | 5                                            |                                              |                                              |
| 540200 | Šigatse / Xigazê mesto                       | 182.066,26                                   | 798.153                                      | Samdžubzê                                    | 1                                            | 17                                           |                                              |                                              |
| 540300 | Čamdo / Qamdo mesto                          | 108.872,30                                   | 760.966                                      | Karuo                                        | 1                                            | 10                                           |                                              |                                              |
| 540400 | Njingči mesto                                | 113.964,79                                   | 238.936                                      | Baji                                         | 1                                            | 5                                            | 1                                            |                                              |
| 540500 | Šanan, Tibet / Lhoka mesto                   | 79.287,84                                    | 354.035                                      | Nêdong                                       | 1                                            | 10                                           | 1                                            |                                              |
| 540600 | Nagqu mesto                                  | 391.816,63                                   | 504.838                                      | Seni                                         | 1                                            | 10                                           |                                              |                                              |
| 542500 | prefektura Ngari                             | 296.822,62                                   | 123.281                                      | okrožje Gar                                  |                                              | 7                                            |                                              |                                              |

| Upravna delitev v tibetanščini, kitajščini in različice romanizacije | Upravna delitev v tibetanščini, kitajščini in različice romanizacije | Upravna delitev v tibetanščini, kitajščini in različice romanizacije | Upravna delitev v tibetanščini, kitajščini in različice romanizacije | Upravna delitev v tibetanščini, kitajščini in različice romanizacije | Upravna delitev v tibetanščini, kitajščini in različice romanizacije |
| Slovenščina                                                          | Tibetanščina                                                         | Tibetanski pinjin                                                    | Wylie prevod                                                         | Kitajščina                                                           | Pinjin                                                               |
| -------------------------------------------------------------------- | -------------------------------------------------------------------- | -------------------------------------------------------------------- | -------------------------------------------------------------------- | -------------------------------------------------------------------- | -------------------------------------------------------------------- |
| Tibetanska avtonomna pokrajina                                       | བོད་རང་སྐྱོང་ལྗོངས།                                                        | Poi Ranggyongjong                                                    | bod rang skyong ljongs                                               | 西藏自治区                                                           | Xīzàng Zìzhìqū                                                       |
| Lasa mesto                                                           | ལྷ་ས་གྲོང་ཁྱེར།                                                           | Lhasa Chongkyir                                                      | lha sa grong khyer                                                   | 拉萨市                                                               | Lāsà Šì                                                              |
| Šigatse mesto                                                        | གཞིས་ཀ་རྩེ་གྲོང་ཁྱེར།                                                       | Xigazê Chongkyir                                                     | ggzhis ka rtse grong khyer                                           | 日喀则市                                                             | Rìkāzé Šì                                                            |
| Čamdo mesto                                                          | ཆབ་མདོ་གྲོང་ཁྱེར།                                                         | Qamdo Chongkyir                                                      | chab mdo grong khyer                                                 | 昌都市                                                               | Chāngdū Šì                                                           |
| Nyingči mesto                                                        | ཉིང་ཁྲི་གྲོང་ཁྱེར།                                                          | Nyingchi Chongkyir                                                   | nying khri grong khyer                                               | 林芝市                                                               | Línzhī Šì                                                            |
| Šanan, Tibet mesto                                                   | ལྷོ་ཁ་གྲོང་ཁྱེར།                                                           | Lhoka Chongkyir                                                      | lho kha grong khyer                                                  | 山南市                                                               | Shānnán Šì                                                           |
| Nagqu mesto                                                          | ནག་ཆུ་གྲོང་ཁྱེར།                                                          | Nagqu Chongkyir                                                      | nag chu grong khyer                                                  | 那曲市                                                               | Nàqū Šì                                                              |
| prefektura Ngari                                                     | མངའ་རིས་ས་ཁུལ།                                                         | Ngari Sakü                                                           | mnga' ris sa khul                                                    | 阿里地区                                                             | Ālǐ Dìčū                                                             |

#### Urbana območja
| Prebivalstvo po mestnih območjih prefektur in okrožnih mest | Prebivalstvo po mestnih območjih prefektur in okrožnih mest | Prebivalstvo po mestnih območjih prefektur in okrožnih mest | Prebivalstvo po mestnih območjih prefektur in okrožnih mest | Prebivalstvo po mestnih območjih prefektur in okrožnih mest | Prebivalstvo po mestnih območjih prefektur in okrožnih mest |
| #                                                           | Mesto                                                       | Urbano območje                                              | Oomočje okrožja                                             | Pravo mesto                                                 | Datum popisa                                                |
| ----------------------------------------------------------- | ----------------------------------------------------------- | ----------------------------------------------------------- | ----------------------------------------------------------- | ----------------------------------------------------------- | ----------------------------------------------------------- |
| 1                                                           | Lasa                                                        | 199,159                                                     | 279,074                                                     | 559,423                                                     | 2010-11-01                                                  |
| (1)                                                         | Lasa (nova okrožja)                                         | 21.093                                                      | 78.957                                                      | see Lhasa                                                   | 2010-11-01                                                  |
| 2                                                           | Šigatse                                                     | 63.967                                                      | 120.374                                                     | 703.292                                                     | 2010-11-01                                                  |
| (3)                                                         | Čamdo                                                       | 44.028                                                      | 116.500                                                     | 657.505                                                     | 2010-11-01                                                  |
| (4)                                                         | Nagqu                                                       | 42.984                                                      | 108.781                                                     | 462.381                                                     | 2010-11-01                                                  |
| (5)                                                         | Njingči                                                     | 35.179                                                      | 54.702                                                      | 195.109                                                     | 2010-11-01                                                  |
| (6)                                                         | Šanan, Tibet                                                | 30.646                                                      | 59.615                                                      | 328.990                                                     | 2010-11-01                                                  |

1. 1 2  Po popisu ustanovljena nova okrožja: Doilungdêqên, Dagzê. Ta nova okrožja niso vključena v štetje mestnega območja in območja okrožja predhodno razširjenega mesta
2. ↑  Xigazê Prefektura je po popisu trenutno znana kot Xigazê PLC; Xigazê CLC je po popisu trenutno znan kot Samdžubzê
3. ↑  Prefektura Qamdo je po popisu trenutno znana kot Qamdo PLC; Okrožje Qamdo je po popisu trenutno znano kot Karuo.
4. ↑  Nagqu Prefektura je po popisu trenutno znana kot Nagqu PLC; Okrožje Nagqu je po popisu trenutno znano kot Seni.
5. ↑   Nangchen Prefektura je po popisu trenutno znana kot Nangchen PLC; Okrožje Nangchen je po popisu trenutno znano kot Baji.
6. ↑  Shannan Prefektura je po popisu trenutno znana kot Shannan PLC; Okrožje Nêdong je po popisu trenutno znano kot Nêdong.

## Demografija
S povprečno samo dvema prebivalcema na kvadratni kilometer ima Tibet najnižjo gostoto prebivalstva med vsemi kitajskimi administrativnimi enotami na ravni provinc, predvsem zaradi surovega in razgibanega terena. Leta 2021 je bilo le 36,6 odstotka tibetanskega prebivalstva mestnega, od tega 63,4 odstotka podeželskega prebivalstva, kar je med najnižjimi na Kitajskem, čeprav je to znatno več kot leta 2011, ko je bilo 22,6 odstotka.
Leta 2020 je bilo tibetanskega prebivalstva tri milijone. Etnični Tibetanci, ki predstavljajo 86,0 % prebivalstva, se večinoma držijo tibetanskega budizma in bona, čeprav obstaja etnična tibetanska muslimanska skupnost. Druge muslimanske etnične skupine, kot sta Hui in Salar, so naselile regijo. V vzhodnem Tibetu je tudi majhna tibetanska krščanska skupnost. Manjše plemenske skupine, kot sta Monpa in Lhoba, ki sledita kombinaciji tibetanskega budizma in čaščenja duhov, najdemo predvsem v jugovzhodnih delih regije.
Zgodovinsko gledano so prebivalstvo Tibeta sestavljali predvsem etnični Tibetanci. Po izročilu so prvotni predniki tibetanskega ljudstva, ki jih predstavlja šest rdečih pasov na tibetanski zastavi, Se, Mu, Dong, Tong, Dru in Ra. Druge tradicionalne etnične skupine s precejšnjim številom prebivalstva ali z večino etnične skupine, ki prebiva v Tibetu, so ljudstvo Bai, Blang, Bonan, Dongšiang, Han, ljudstvo Hui, Lhoba, ljudstvo Lisu, Miao, Mongoli, Monguor (ljudstvo Tu), Menba (Monpa), Mosuo, Nakhi, Čiang, ljudje Nu, ljudje Pumi, Salar in Ji.
Po enajsti izdaji Encyclopædie Britannice, ki je bila objavljena med letoma 1910 in 1911, je bilo skupno prebivalstvo tibetanske prestolnice Lasa, vključno z lamami v mestu in okolici, približno 30.000, stalno prebivalstvo pa je vključevalo tudi kitajske družine (okoli 2000).
Večina Hanov v avtonomni regiji Tibet (12,2 % celotnega prebivalstva) je nedavnih migrantov, ker so bili vsi Hani izgnani iz 'zunanjega Tibeta' (osrednjega Tibeta) po britanski invaziji do ustanovitve LRK. Samo 8 % prebivalcev Han ima registrirano gospodinjstvo v TAR, drugi vodijo registracijo gospodinjstva v kraju izvora.
Tibetanski učenjaki in izgnanci trdijo, da je z dokončanjem železnice Qingzang leta 2006, ki povezuje avtonomno regijo Tibet s provinco Činghai, prišlo do 'pospešitve' migracije Hanov v regijo. Tibetanska vlada v izgnanstvu s sedežem v severni Indiji trdi, da LRK spodbuja preseljevanje hanskih delavcev in vojakov v Tibet, da bi marginalizirali in asimilirali domačine.

## Religija
Glavna religija v Tibetu je budizem od njegove razširjenosti v 8. stoletju našega štetja. Pred prihodom budizma je bila med Tibetanci glavna vera avtohtona šamanska in animistična vera Bon, ki zdaj obsega precejšnjo manjšino in je vplivala na oblikovanje tibetanskega budizma.
Po ocenah iz Mednarodnega poročila o verski svobodi iz leta 2012 je večina Tibetancev (ki predstavljajo 91 % prebivalstva Tibetanske avtonomne pokrajine) privržencev tibetanskega budizma, medtem ko je manjšina 400.000 ljudi privržencev domorodnih bon ali ljudskih verstev, ki jih delijo podoba Konfucija (tibetansko Kongtse Trulgyi Gyalpo) s kitajsko ljudsko vero, čeprav v drugačni luči. Po nekaterih poročilih naj bi kitajska vlada promovirala religijo Bon in jo povezovala s konfucianizmom.
Večina Han Kitajcev, ki prebivajo v Tibetu, izvaja svojo domačo kitajsko ljudsko vero (kitajsko: 神道; shén dào; 'Pot bogov'). Obstaja tempelj Guandi v Lasi (kitajsko: 拉萨关帝庙), kjer je kitajski bog vojne Guandi identificiran z medetničnim kitajskim, tibetanskim, mongolskim in mandžurskim božanstvom Gesarjem. Tempelj je zgrajen v skladu s kitajsko in tibetansko arhitekturo. Prvič je bil postavljen leta 1792 pod dinastijo Čing in prenovljen okoli leta 2013 po desetletjih propadanja.
Med letoma 2014 in 2015 je bil zgrajen ali obnovljen tempelj Guandi Čomolangma (Mount Everest) na gori Ganggar v okrožju Tingri.
V avtonomni pokrajini Tibet so štiri mošeje s približno 4000 do 5000 muslimanskimi verniki, čeprav je kitajska raziskava iz leta 2010 pokazala višji delež, 0,4 %. Obstaja katoliška cerkev s 700 župljani, ki je v tradicionalno katoliški skupnosti Jandžing na vzhodu regije.

## Človekove pravice
Pred priključitvijo Tibeta k Ljudski republiki Kitajski leta 1951 je Tibetu vladala teokracija in je imel kastno družbeno hierarhijo. Človekove pravice v Tibetu pred njegovo vključitvijo v Ljudsko republiko Kitajsko so se precej razlikovale od tistih v moderni dobi. Zaradi strogega nadzora tiska v celinski Kitajski, vključno z avtonomno pokrajino Tibet, je težko natančno določiti obseg zlorab človekovih pravic.
Kritiki kitajske komunistične partije (KPK) pravijo, da se uradni cilj KPK za odpravo »treh zla separatizma, terorizma in verskega ekstremizma« uporablja kot pretveza za zlorabe človekovih pravic. Poročilo Amnesty International iz leta 1992 navaja, da pravosodni standardi v avtonomni pokrajini Tibet niso v skladu z »mednarodnimi standardi«. Poročilo je vlado KPK obtožilo zadrževanja političnih zapornikov in zapornikov vesti; slabo ravnanje s priporniki, vključno z mučenjem, in neukrepanje ob slabem ravnanju; uporaba smrtne kazni; izvensodne usmrtitve; ter prisilni splav in sterilizacija.

## Program za udobno bivanje
Od leta 2006 je bilo 280.000 Tibetancev, ki so živeli v tradicionalnih vaseh in kot nomadski pastirji, prisilno preseljenih v vasi in mesta. Na teh območjih so zgradili nova stanovanja in preuredili obstoječe hiše, da bi oskrbovali skupno 2 milijona ljudi. Tisti, ki so živeli v podstandardnih stanovanjih, so morali razstaviti svoje hiše in jih preurediti po vladnih standardih. Velik del stroškov so krili prebivalci sami, pogosto prek bančnih posojil. Program prenosa prebivalstva, ki je bil prvič izveden v mestu Činghai, kjer je bilo preseljenih 300.000 nomadov, se imenuje »Udobna stanovanja«, ki je del programa »Build a New Socialist Countryside«. Njegov učinek na tibetansko kulturo so kritizirali izgnanci in skupine za človekove pravice. Preseljenci, ki imajo samo agrarno znanje, težko najdejo zaposlitev. Izpad dohodka se nadomesti z vladnimi podpornimi programi. Napovedano je bilo, da bo leta 2011 v novih mestih nameščenih 20.000 kadrov komunistične partije.

## Izobraževanje
V Tibetu so 4 univerze in 3 posebne visoke šole, vključno s Tibetansko univerzo, Tibetansko univerzo za narodnosti, Tibetansko tibetansko medicinsko univerzo, Tibetansko kmetijsko in živinorejsko fakulteto, Učiteljsko šolo v Lasi, Tibetansko policijsko fakulteto in Tibetansko poklicno in tehnično šolo.

## Turizem
Tujim turistom je bil prvič dovoljen obisk avtonomne pokrajine Tibet v 1980-ih. Medtem ko je glavna atrakcija palača Potala v Lasi, je veliko drugih priljubljenih turističnih destinacij, vključno  tempelj Jokang, Nam tso in samostan Tašilhunpo. Kljub temu je turizem v Tibetu še vedno omejen za imetnike potnih listov, ki niso kitajski (vključno z državljani Republike Kitajske iz Tajvana), tujci pa morajo za vstop v pokrajino zaprositi za dovoljenje za vstop v Tibet.